# アゴスティーノ・デプレーティス

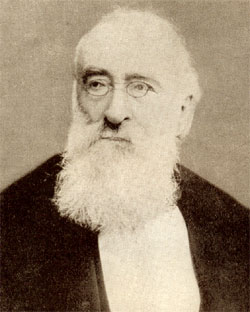
アゴスティーノ・デプレーティス

アゴスティーノ・デプレーティス（伊: Agostino Depretis、又はDe Pretis、1813年1月13日 - 1887年7月29日）は、イタリアの政治家。
千人隊におけるガリバルディの有力な同志であり、1876年3月、第二次ミンゲッティ内閣が倒れたのち左派内閣を組閣した。彼が活躍した時代のイタリア議会は、それぞれの有力者を囲んで結集した小派閥同士が、それぞれの利害によって競合しあっており、混乱していた。そこで彼が行った便宜主義的多数派工作はイタリア語で「変容(トラスフォルマーレ)」より「トラスフォルミズモ」と呼ばれている。トラスフォルミズモはイタリア政局に一定の安定をもたらしたが、無節操なまでの多数派工作は左派政権の腐敗をもたらした。トラスフォルミズモは1887年にデプレーティスが死亡するまで続いた。またジョヴァンニ・ジョリッティが後年イタリア南部で行った政治工作は「新トラスフォルミズモ」と呼ばれている。